# Birchwood (Nouvelle-Zélande)
Pour les articles homonymes, voir Birchwood (homonymie).
Birchwood est une localité de la région du Southland, située dans le sud de l’Île du Sud de la Nouvelle-Zélande.

## Situation
Elle est localisée à l’ouest de la ville d’Ohai et de celle ce Nightcaps, et au nord de la ville de Tuatapere et d’Orawia avec la proximité du réseau des routes nationales de Nouvelle-Zélande (en) dans Ohai et en particulier la route State Highway 96 (en).
Birchwood était autrefois le terminus d’une ligne de chemin de fer privée de la Ohai Railway Board (en), qui était une extension de la branche de Wairio (en).
Les 19 km de ligne allant de la ville de Wairio à Birchwood passant par la localité d’Ohai ouvrirent en 1934. La section allant d’Ohai à Birchwood avait été fermée à l’époque où la section allant de Wairio à Ohai fut incorporée dans le réseau du national des chemins de fer de la Nouvelle-Zélande en 1990.